# Гали (град)
Гали (груз. გალი) је град у Абхазији. Према попису из 2011. у граду је живело 7.605 становника.

## Становништво
Према попису, у граду је 2011. живело 7.605 становника.
| 1989.  | 2002. | 2011. |
| ------ | ----- | ----- |
| 15.687 | …     | 7.605 |